# Marcus Wagner (Wirtschaftswissenschaftler)
Marcus Wagner (* 1973 in Northeim) ist ein deutscher Wirtschaftswissenschaftler und Inhaber des Lehrstuhls für Betriebswirtschaftslehre mit dem Schwerpunkt Innovation und Nachhaltiges Management an der Universität Augsburg.

## Leben
Marcus Wagner studierte Verfahrenstechnik und Wirtschaftswissenschaften. Er wurde 2003 an der Universität Lüneburg promoviert. Nach seiner Habilitation in Betriebswirtschaftslehre an der Technischen Universität München folgte er einem Ruf an die Julius-Maximilians-Universität Würzburg, wo er von 2009 bis 2014 den Lehrstuhl für Unternehmensgründung und Unternehmensführung innehatte. Er war Mitglied des Biotechnologiebeirats der Deutschen Bundesstiftung Umwelt (2009 bis 2010) und der Programmkommission der 75. Jahrestagung des Verbandes der Hochschullehrer für Betriebswirtschaft (2012 bis 2013) und ist assoziiertes Mitglied des Bureau d’Economie Théorique et Appliquée in Strasbourg. 2014 folgte er einem Ruf an die Universität Augsburg. Von 2012 bis 2018 war er Gastprofessor an der International Hellenic University. Marcus Wagner ist Mitglied des Wissenschaftszentrums Umwelt und des Zentrums für Klimaresilienz der Universität Augsburg. Er ist Deputy Editor der Zeitschrift Organization & Environment.

## Werk
Marcus Wagner hat in namhaften Fachzeitschriften zu einer Reihe von betriebswirtschaftlichen Themen publiziert, darunter Journal of Environmental Economics and Management, Journal of Business Venturing, Journal of International Business Studies, Journal of World Business, Long Range Planning und Research Policy. Beim Handelsblatt Betriebswirte-Ranking 2012, das die Forschungsleistung von 2100 Betriebswirten in Deutschland, Österreich und der deutschsprachigen Schweiz gemessen an der Qualität der Publikationen analysiert, erreichte er im Hinblick auf die aktuelle Forschungsleistung Platz 5. Im Handelsblatt BWL-Ranking 2014 erreichte er Platz 4 (Aktuelle Forschungsleistung) bzw. Platz 24 (Lebenswerk Forschung).

## Ehrungen
2006 wurde Marcus Wagner mit einem Marie-Curie-Fellowship der Europäischen Kommission ausgezeichnet.

## Veröffentlichungen (Auswahl)
Aufsätze
- In partnership for the goals? The level of agreement between SDG ratings. In: Journal of Economic Behavior and Organization, Bd. 217 (2024), S. 664–678 (mit Tobias Bauckloh, Joris Dobrick, Andre Höck und Sebastian Utz).
- Global Governance in New Public Environmental Management: An International and Intertemporal Comparison of Voluntary Standards’ Impacts. In: Business Strategy and the Environment, Bd. 29 (2020), S. 1056–1073.
- Racing to the bottom and racing to the top: The crucial role of firm characteristics in foreign direct investment choices. In: Journal of International Business Studies, Bd. 47 (2016), S. 1032–1057 (mit Maoliang Bu).
- And the Winner is – Acquired. Entrepreneurship as a Contest yielding Radical Innovations. In: Research Policy, Bd. 44 (2015), S. 295–310 (mit Joachim Henkel und Thomas Rønde).
- The influence of sustainability orientation on entrepreneurial intentions—Investigating the role of business experience. In: Journal of Business Venturing, Bd. 25 (2010), S. 524–539 (mit Andreas Kuckertz).

Mitherausgeberschaften
- The Global Management of Creativity. Taylor & Francis 2016, ISBN 978-1-317-43683-6 (Hrsg. m. Jaume Valls-Pasola und Thierry Burger-Helmchen).
- Entrepreneurship, Innovation and Sustainability. Greenleaf, Sheffield 2012, ISBN 978-1-906093-73-0 (Hrsg.).
- Managing the Business Case for Sustainability. Greenleaf, Sheffield 2006, ISBN 978-1-874719-95-3 (Hrsg. m. Stefan Schaltegger).

Bücher
- Consistency and Credibility? Environmental Reporting, Environmental Performance Indicators and Economic Performance. Marburg 2005.
- How Does it Pay to be Green? An Analysis of the Relationship between Environmental and Economic Performance at the Firm Level and the Influence of Corporate Environmental Strategy Choice. Universität Lüneburg 2003.[7]